# Lygodactylus tuberosus
Lygodactylus tuberosus är en ödleart som beskrevs av  Mertens 1965. Lygodactylus tuberosus ingår i släktet Lygodactylus och familjen geckoödlor. IUCN kategoriserar arten globalt som livskraftig. Inga underarter finns listade i Catalogue of Life.